# Mustela itatsi
Vison du Japon, Belette du Japon, Itatsi
Pour les articles homonymes, voir Vison (homonymie) et Itachi.
Espèce
Statut de conservation UICN

 NT  : Quasi menacé
Synonymes
- Mustela asaii Kuroda, 1943[1]
- Mustela katsurai Kishida, 1931[1]
- Mustela itatsi Temminck, 1844[1]
- Mustela sho Kuroda, 1924[1]
- Mustela sibirica itatsi Temminck, 1844[2]
- Putorius itatsi
- Vison itatsi

Le vison du Japon (Mustela itatsi) également désigné sous le nom de itatsi, mais plus communément désigné sous le nom de belette du Japon, est un mammifère carnivore appartenant au genre Mustela de la famille des Mustelidae.  Elle est originaire du Japon, où elle se trouve sur les îles de Honshū, Kyūshū et Shikoku. Elle a été introduite sur l'île d'Hokkaidō et dans les îles Ryūkyū pour lutter contre les rongeurs et également introduite sur l'île de Sakhaline en Russie,. La population de la belette du Japon a diminué de 25 % au cours des trois dernières générations, ce qui justifie son statut de quasi-menacée sur la Liste rouge de l'UICN. Le gouvernement japonais a interdit la chasse des belettes femelles dans le cadre de mesures visant à préserver l'espèce.

## Dénomination
- Nom scientifique valide : Mustela itatsi (Temminck, 1844)[6].

- Nom vernaculaire normalisé japonais : ニホンイタチ ; 日本鼬 (Nihon-itachi?, « (Belette) du Japon »)

- Nom normalisé anglais : Japanese weasel.

- Noms vulgaires et vernaculaires, couramment utilisés en français : Itatsi, Putois itatsi, Vison du Japon[7], Putois du Japon, Belette du Japon, Belette, Itatchi, Itachi.

L’épithète spécifique itatsi, parfois utilisé en français, est dérivé du mot japonais 鼬 ; イタチ (itachi (itatchi)) désignant d’abord l’espèce avant de désigner les mustélidés en général dans le sens de « belette ».

## Description

### Phylogénie
Au sein du genre Mustela, l’Itatsi est situé dans le sous-genre lutreola comprenant le vison d’Europe (M. lutreola) ainsi que le vison de Sibérie (M. sibirica), avec lequel il est souvent classé comme une sous-espèce de ce dernier. Cependant, si les deux espèces sont très similaires en apparence à première vue, elles se distinguent par le rapport de la longueur de la queue à celle de la tête et du corps. Il existe également des différences génétiques qui suggèrent que les deux espèces ont divergé il y a environ 1,6 à 1,7 million d'années. Le séquençage mitochondrial des deux espèces suggère que leur divergence remonte au début du Pléistocène. Leurs aires de répartition se chevauchent désormais dans l'ouest du Japon, où la belette de Sibérie a été introduite.

### Caractéristiques
Il possède une fourrure de couleur brun orangé avec des marques plus foncées sur la tête et sa taille varie en fonction de son sexe,. Elle a un corps long et mince, une longue queue, des pattes relativement courtes et des griffes acérées. Contrairement à d'autres espèces de mustélidés comme la martre du Japon, son pelage ne change pas de couleur en hiver. La durée de vie moyenne d'un vison du Japon dépend fortement de la disponibilité de la nourriture et, dans une moindre mesure, d'autres facteurs. À l'état sauvage, il peut vivre de 2 à 3 ans, les individus les plus âgés atteignant environ 5 ans. Le rapport de la longueur de la queue par rapport au corps chez le vison du Japon est de 36 à 50 %, tandis que chez le vison de Sibérie, ce rapport est supérieur à 50 %.
Les mâles adultes peuvent atteindre une longueur de corps de 35 cm avec une queue allant jusqu'à 17 cm de longueur pour les mâles. L'espèce se trouve généralement dans les zones montagneuses ou forestières proches de l'eau.

## Écologie
Les itatsis présentent un dimorphisme sexuel, les mâles pesant environ trois fois plus que les femelles. Cependant, il n'y a pas de différence significative dans les proportions de la queue entre les sexes. Les deux sexes peuvent produire une sécrétion odorante appelée musc à partir d'une glande anale, utilisée pour repousser les prédateurs, et qui est déposée sur des rochers, des branches et d'autres obstacles naturels. Ils atteignent leur maturité sexuelle avant un an et donnent naissance à quatre ou cinq petits. Les petits sont sevrés au bout de 8 semaines.
Ces mustélidés jouent un rôle dans la protection des jeunes arbres en hiver en chassant les rongeurs qui rongent les racines, tandis que les serpents en hibernation et les hiboux ne peuvent pas contrôler la population de rongeurs.

### Régime alimentaire
Le régime alimentaire du vison du Japon comprend une large gamme d'animaux, 
Son régime alimentaire inclut des rongeurs, des amphibiens, des reptiles, des insectes et des écrevisses,,. Ils consomment également des aliments non carnés, tels que des baies, des graines et des fruits, mais généralement seulement en cas de faim,. En outre, il existe une différence dans les régimes alimentaires des mâles et des femelles en raison du dimorphisme sexuel. Les mâles tendent à consommer plus de mammifères et de crustacés, tandis que les femelles ont un régime plus varié composé d'insectes, de fruits et de vers de terre. Leur estomac peut contenir seulement 10-20 g de nourriture, et comme les petits rongeurs pèsent 15-30 g, les visons Japon ne peuvent pas consommer plus d'un petit rongeur en une seule fois.
Leur régime alimentaire varie en fonction des saisons, en fonction de la disponibilité des aliments. Le poisson et les insectes font partie de leur alimentation toute l'année, mais les aliments les plus consommés varient selon les saisons : des coléoptères au printemps, des fruits en été, des insectes orthoptères et des crustacés en automne, et des poissons et des fruits en hiver.
L'urbanisation pose un problème pour ces mustélidés en raison de leur intolérance à la nourriture artificielle.

### Comportement
Les visons du Japon mènent une vie solitaire et, étant la proie de nombreuses espèces, ils adoptent des comportements prudents. Ils ne quittent leur solitude que dans le cadre de l'accouplement ou lorsque les mères nourrissent leurs petits. Leur tempérament et leur activité sont régulés par l'équilibre entre plusieurs besoins essentiels : trouver de la nourriture pour maintenir leur métabolisme, éviter le mauvais temps et les prédateurs, trouver un partenaire et nourrir leurs petits.
Ils s'aventurent dans les espaces ouverts avec une grande prudence et vivent dans des tanières creusées dans des bûches ou des souches d'arbres. Ils réagissent rapidement lorsqu'ils sentent un danger et se réfugient immédiatement. Leurs tanières sont garnies d'herbes ou de plumes, et ils sont connus pour stocker de la nourriture dans des caches dédiées. Ils communiquent par des moyens acoustiques et chimiques. Le territoire est marqué par des sécrétions de musc. Les marquages olfactifs contiennent des informations que d'autres individus peuvent comprendre, telles que le sexe, l'identité, le statut social, et l'état de reproduction, ainsi que l'issue probable d'une confrontation. Les sons émis par le vison sont variés, comprenant des trilles, des cris aigus, des sifflements et des aboiements, chaque son étant utilisé dans différents contextes, comme l'annonce d'un danger imminent ou le réconfort des petits. La vision des visons du Japon n'est pas affectée par l'obscurité.
Les itatsis ont un système d'accouplement polygame. Après l'accouplement, le mâle ne voit souvent plus la femelle. Le mâle la localise en suivant les traces de son odeur. Une fois retrouvée, des morsures ludiques peuvent durer plusieurs heures ou jours avant l'acte relativement bref de copulation.
Comme d'autres espèces de mustélidés, les visons du Japon, en particulier les mâles, sont des combattants féroces. Cependant, ils sont capables d'éviter les confrontations en quittant les zones où elles détectent l'odeur d'un individu.

## Chasse

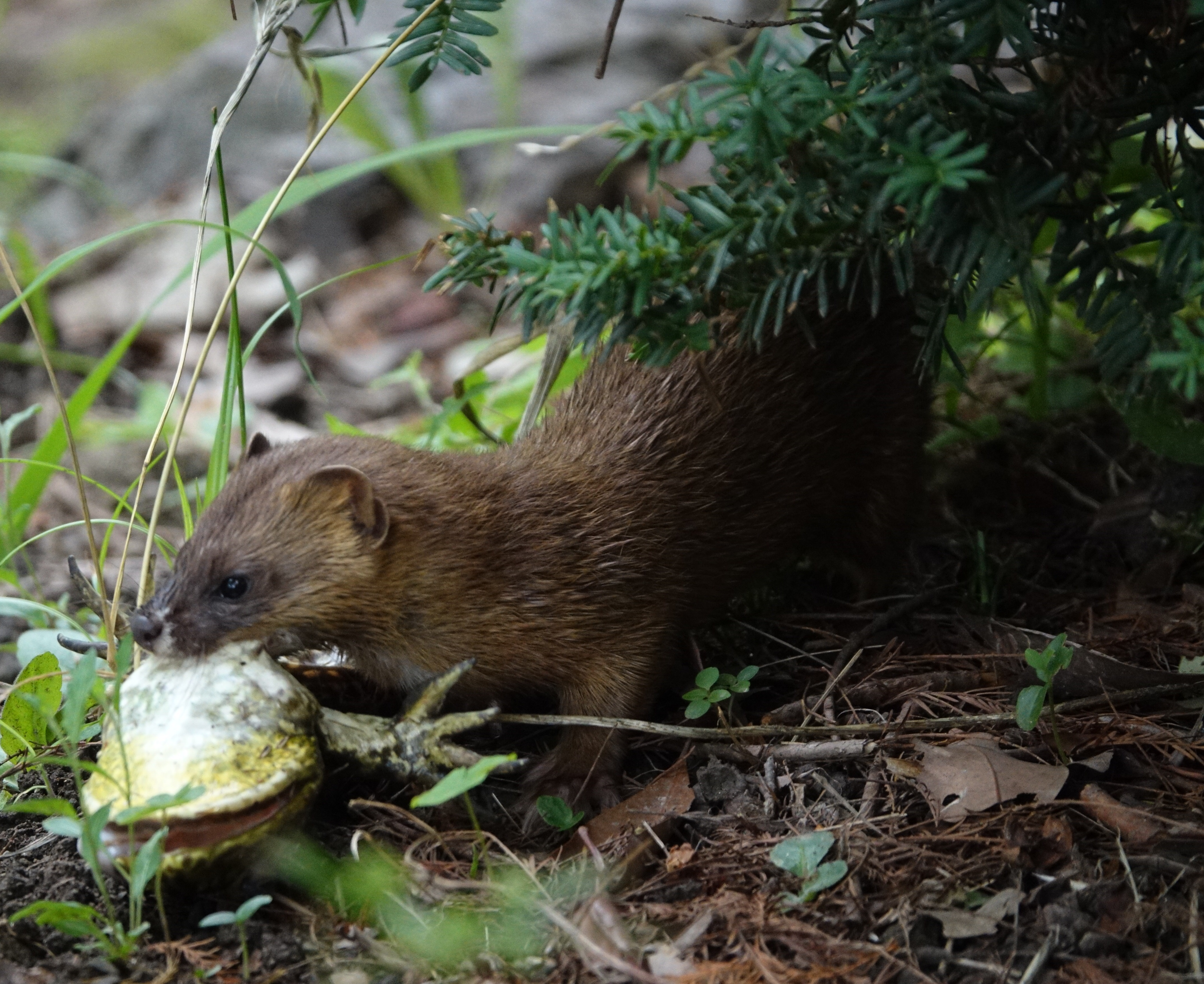
Un vison du Japon (Mustela itatsi) avec une grenouille chassée dans sa gueule

Les visons chassent indépendamment du jour ou de la nuit, elles chassent en fonction de leur niveau de faim. Pour ces mustélidés, la chasse se déroule principalement le long des cours d'eau, bien qu'il leur arrive d'entrer dans les zones suburbaines et les prairies pour y trouver des proies.
En raison de leur métabolisme élevé, ils doivent constamment partir chasser pour répondre à leurs besoins énergétiques. Comme les autres petits mustélidés, ils utilisent leur agilité à leur avantage : et sont de bons nageurs, des grimpeurs adroits, et de vifs coureurs, capables d'atteindre des proies dans des endroits difficiles d'accès. Leur long corps leur permet de s'enrouler autour de leurs proies pour les immobiliser. De plus, ils peuvent réorienter la proie dans leur étreinte corporelle. Même après avoir mordu profondément la proie, l'itatsi continue de la maintenir pendant un certain temps. La proie est localisée grâce à l'odorat, la vue ou l'ouïe, mais le coup fatal est généralement porté grâce à la vision.
Les visons du Japon explorent des trous et des fissures pour chasser des proies plus petites. Les petites proies, telles que les souris, sont capturées par des morsures au cerveau et au cou avec leurs dents, et elles sont transportées par la nuque. Toutefois ils sont eux-mêmes la proie de certains animaux plus grands. Les renards, les tanukis, les martres, les oiseaux de proie comme les milans... Les animaux domestique comme les chats chassent également les visons du Japon et constituent une menace pour la survie des populations. Malgré cela, ces mustélidés sont connus pour chasser des proies plus grandes qu’eux, comme des lièvres. Même en tant que proies, les lièvres peuvent représenter une menace pour les chasseurs, étant capables de donner des coups de pattes ou bien de traîner leurs prédateurs sur de longues distances, en guise de défense. Dans les régions enneigées en hiver, les itatsi poursuivent les rongeurs à travers des tunnels dans la neige, en utilisant leur corps mince à leur avantage,.
Les visons du Japon emploient la technique du stockage lorsqu'ils tuent plusieurs proies en une seule session,. Cela se produit lorsque plusieurs proies sont visibles, car leur volonté de chasser est instantanée et instinctive dès qu'une proie entre dans leur champ de vision, quel que soit leur niveau de faim. Les itatsi maintiennent ce surplus de nourriture dans leur cache, et cette pratique devient particulièrement importante en hiver, lorsque le mauvais temps peut empêcher la chasse. Dans les poulaillers ou d'autres lieux où les proies sont extrêmement vulnérables, la quantité de nourriture stockée peut largement dépasser leurs besoins alimentaires.

## Répartition et habitat
Étant donné que les visons du Japon ont une fourrure fine et un corps allongé, le choix de la tanière est crucial. Il existe une différence entre les mâles et les femelles dans la sélection de leurs nids, car les femelles ont besoin de territoires offrant une nourriture de meilleure qualité que les mâles. Cela est dû à la nécessité de nourrir à la fois elles-mêmes et leurs petits.
Le vison du Japon habite les prairies, les broussailles, les forêts et les plantations. Il n'est pas grandement affectée par l'altitude et peut habiter a des latitudes supérieure à 336m. Parmi les forêts qu'il habite, on trouve à la fois des forêts primaires et artificielles. Il est largement répandue à travers le Japon, mais a déserté de la majeure partie de l'ouest du pays et des basses terres, où le vison de Sibérie introduit est devenu l'espèce dominante.
La cohabitation entre les infrastructures humaines et les itatsis posent un risque pour la survie des populations, de nombreux individus sont retrouvé sur les routes, tués par des véhicules. Ils ne sont généralement pas présents dans les grandes villes comme Tokyo, qui pourtant, possède une riche biodiversité au sein de ses espaces verts. Une diminution de l'activité humaine dans les zones rurales entraîne souvent le retour de l'animal dans ces régions, comme observé dans les zones rurales d'Oita, au Japon. La région qui connaît le plus grand déclin des populations dans l'ouest du Japon.

## Lutte contre les nuisibles
Le vison du Japon a été utilisée par les gouvernements Russes et Japonais pour aider à la lutte contre les nuisibles.
Afin de résoudre le problème des rats à Hokkaido, l’itatsi a été introduit sur l'île dans les années 1880. En 1932, il a également été introduit dans le sud de l'île de Sakhaline en Russie. Cependant, il n'existe pas de données fiables sur l'état actuel de la population dans cette région depuis 1980.
L'introduction de l'espèce a, dans certains cas, notamment sur l'île de Miyake, affecté involontairement la population de Bouscarle chanteuses, car les belettes chassent les nichés de cet oiseau. Avant l'introduction des belettes, la prédation sur la bouscarle était rare. Après leur introduction, le taux de survie des bouscarles pendant les phases d'éclosion et d'incubation a été estimé à environ 0,498 et 0,848.
Comme ils s'attaquent aux volailles domestiques, ils sont considérés comme ayant un impact économique négatif sur les activités humaines.

## Dans la culture japonaise
L'itatsi est ancré dans le langage quotidien au Japon. En japonais l' itachi gokko (« jeu de la belette ») définit le cycle vicieux de répéter le même message. L'odeur de leur musc sécrété donne naissance à l'expression itachi no saigo-pei (« le dernier pet de la belette »), utilisée pour décrire les derniers mots d'un orateur impopulaire. Une personne qui agit avec bravade seulement lorsqu'elle n'a pas d'adversaire redoutable peut être qualifiée de "itachi". Malgré l'usage quotidien de ces expressions, elles ne reflètent pas le véritable tempérament de l’espèce.

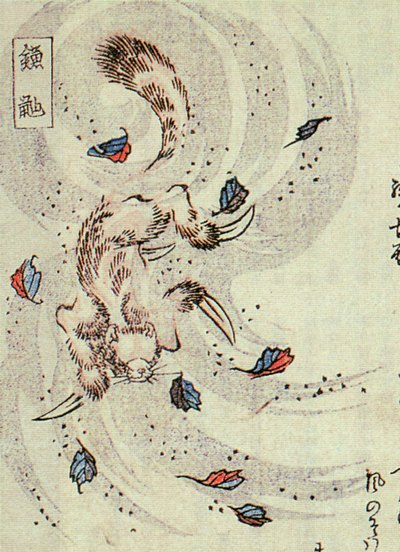
Représentation artistique du kamaitachi avec des griffes en forme de faucilles

### Folklore
Voir : Kamaitachi
Une légende japonaise rurale affirme qu'une fois âgée de 100 ans, un vison du Japon se transforme en Martre du Japon (Martes melampus).
Le kamaitachi (鎌鼬), est un yōkai représenté avec de longues griffes acérées, similaires à des faucilles. C'est une créature très reconnaissable présent dans tout le Japon, mais plus communément dans le nord enneigé de Honshū. La caractérisation de ce yokai varie légèrement selon les régions du Japon. Par exemple, il se caractérise comme étant un trio de belettes (comprenant l’Itatsi, mais certaines régions donnent ce rôle à la belette d'Europe (M.nivalis), chacune ayant sa propre action spécifique : l'une pousse la victime pour la faire tomber, une autre lui lacère la chair avec une larme, occasionnant une grosse blessure, mais la troisième applique un baume guérissant l'entaille.
L'existence du kamaitachi a été reconnue dès 1911, lorsque le British Medical Journal a rapporté ce qui était alors appelé la "maladie du Kamaitachi", qualifiée de blessure spontanée,. La blessure est décrite comme ayant une forme de croissant et apparaissant spontanément pendant les orages en raison d'un vide temporaire. Y. Tanaka, écrivant pour le British Medical Journal, explique ce phénomène en disant que "... pendant les orages, un vide temporaire peut se produire dans certains endroits à cause des courants d'air errants, et si une partie du corps entre dans cet espace, une déchirure peut survenir en raison de la pression interne non modifiée par l'action de la pression externe."